# Герб Северной территории
Герб Северной территории является официальным гербом австралийской территории Северная территория. Герб был дарован стране королевой Елизаветой II 11 сентября 1978 года. Автор проекта и художник — Роберт Ингпен.

## Описание
Поле щита окрашено в редко применяемую в геральдике тинктуру «tenny». Рисунок на щите выполнен по мотивам искусства австралийских аборигенов, что символизирует наскальную живопись Арнем-ленда. Стилизованная женская фигура в центре представляет культуру аборигенов Арнем-ленда. Рисунки с двух сторон сторон от женщины символизируют искусство выходцев из центральных и континентальных регионов, а также местную культуру и историю. Щит окружают растения и животные: в качестве щитодержателей с каждой из сторон щита находятся пустынная роза Стёрта (Gossypium sturtianum) и большой рыжий кенгуру (Megaleia rufa). В лапах кенгуру держат раковину лямбиского хирагра (слева) и раскрытую раковину Corculum Carelissa (справа), являющиеся типичными для побережья Северной территории. Шлем венчает бурелет, на бурелете — ритуальный камень аборигенов чуринга. На чуринге помещён клинохвостый орёл, который своими когтями сжимает камень. Шлем украшен бело-коричневым намётом и символизирует вклад Северных территорий в победу во время Второй мировой войны. Герб помещён на постаменте из песчаной почвы с редко растущей травой. Герб был дарован стране Елизаветой II королевским указом от 11 сентября 1978 года, после предоставления самоуправления Северной территории 1 июля того же года.